# Šmartin, Štalenska gora
Šmartin (nemško St. Martin) je naselje v Občini Štalenska gora v Okraju Celovec-dežela na Koroškem v Avstriji.